# Agobardus perpilosus
Agobardus perpilosus är en spindelart som beskrevs av Bryant 1943. Agobardus perpilosus ingår i släktet Agobardus och familjen hoppspindlar. Inga underarter finns listade i Catalogue of Life.